# Ma Dong-seok
Ma Dong-seok, även känd som Don Lee, född 1 mars 1971 i Seoul, är en sydkoreansk-amerikansk skådespelare. Han fick sitt stora genombrott efter rollen som Sang-hwa i Train to Busan från 2016.

## Filmografi (i urval)
- 2013 – Flu
- 2016 – Train to Busan
- 2019 – Ashfall
- 2019 – The Gangster, the Cop, the Devil
- 2021 – Eternals
- 2024 – Badland Hunters
- 2024 – The Roundup: Punishment